# المدفع البحري 38 سم أس كيه سي/34
المدفع البحري 38 سم أس كيه سي/34 تم تطوير المدفعية البحرية SK C / 34  بواسطة ألمانيا من منتصف إلى أواخر الثلاثينيات. سلحت به البوارج من فئة بسمارك وكان من المقرر أن تسليح من طرادات الفئة أوه. تم بيع ستة حوامل ثنائية المدافع أيضًا إلى الاتحاد السوفيتي وكان من المخطط استخدامها في Kronshtadt-فئة battlecruiser Kronshtadt-فئة battlecruiser ، ولكن لم يتم تسليمها مطلقًا. استخدمت المدافع الاحتياطية كمدفعية ساحلية في الدنمارك والنرويج وفرنسا. مدفع واحد معروض حاليًا في قلعة موفيج خارج كريستيانساند.

## ذخيرة
استخدم نظام الذخيرة البحرية الألمانية القياسية حيث تم احتجاز الشحنة الأساسية في علبة خرطوشة معدنية وتكملها شحنة أخرى في كيس من الحرير. تم خرطوشة كلتا الخراطيش معًا.

### القذائف

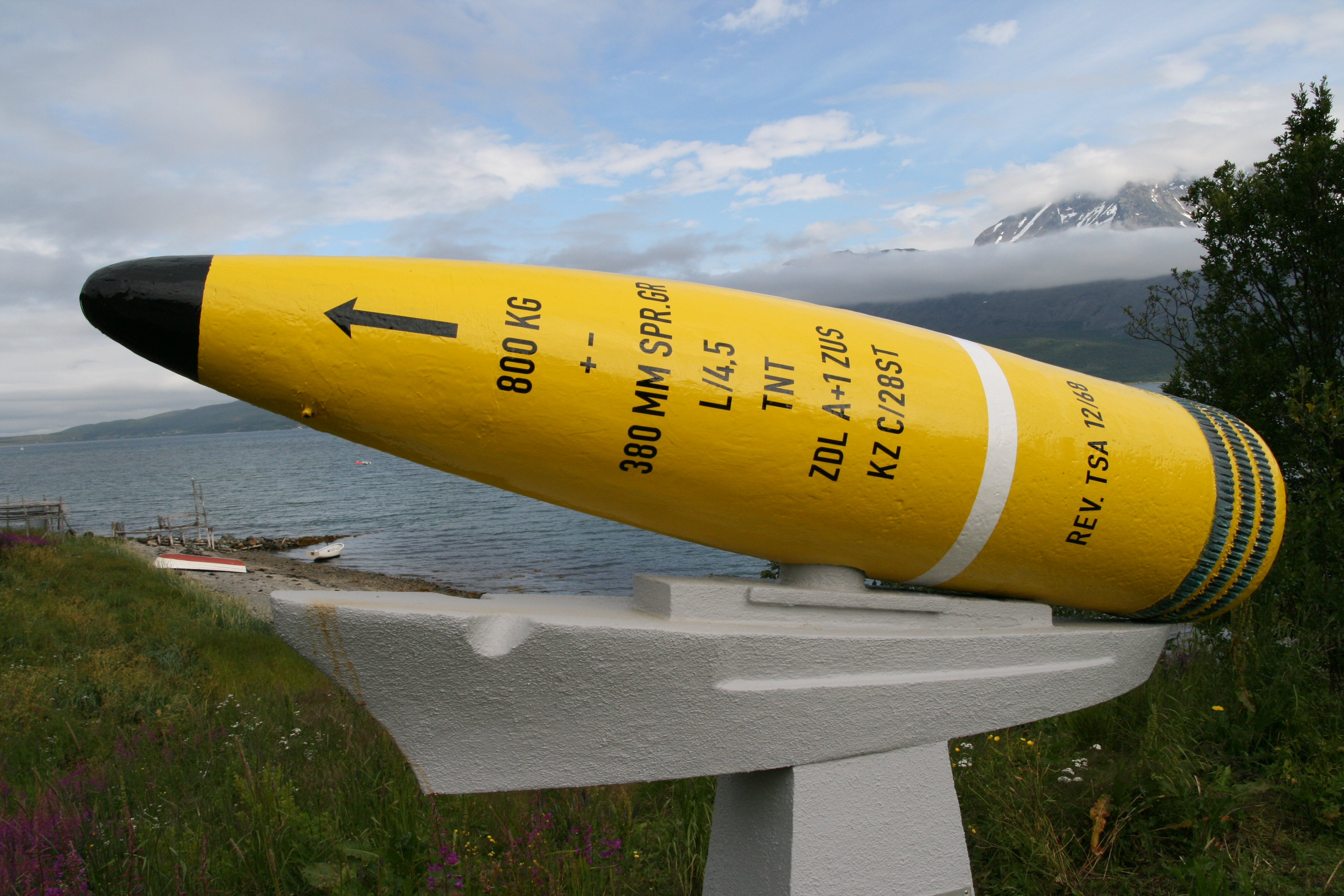

## بندقية البحرية
ملاحظات
1. ↑  SK - Schnelladekanone (quick loading cannon); C - Construktionsjahr (year of design)

اقتباسات
1. ↑  M.Dv.Nr.185 p. 6